# 銀河平面
銀河平面是銀河系主要的質量形成的盤狀平面，垂直於銀河平面的方向指向銀極。通常的使用，在實際的情況下，"星系平面"和"星系極"這兩個項目就是特指地球所在銀河系的平面和極點。
有些星系是不規則的，無法明確的定義盤面，即使是像銀河系一樣的螺旋星系，也會因為星星沒有完全共平面，也難以明確的定義出星系平面。在1959年，IAU使用1950年分點的曆元定義銀河系的北銀極的精確位置是RA= 12h49m，Dec = 27°24′；目前使用J2000曆元，再修正歲差之後，它的位置是RA 12h51m26.282s,Dec 27°07′42.01″。這個位置在后髮座，靠近明亮的恆星大角星；同樣的，南銀極在玉夫座。
在1959年也定義了銀河座標的"銀緯0度"是的位置角距離北天極123°，因此銀河赤道與銀緯0度的位置是17h42m26.603s, −28°55′00.445″（B1950）或17h45m37.224s, −28°56′10.23″（J2000），同時在J2000的位置角是122.932°。銀河中心的位置角是北偏東31.72°（B1950）或31.40°（J2000）。